# Bryopsis plumosa
Espèce
Bryopsis plumosa est une espèce d'algues vertes de la famille des Bryopsidaceae, c'est la plus commune des algues du genre Bryopsis.

## Description morphologique
Cette algue verte a la forme de petites plumes, l'implantation des rameaux courts sur la tige se faisant essentiellement au niveau d'un plan. 

## Répartition et habitat
Bryopsis plumosa est une algue de l'étage infralittoral et médiolittoral. Elle peut vivre en zone semi-abritée ou battue par les vagues. Sa forme générale dépend de son milieu de vie : courte et trapue dans les zones agitées, elle devient plus élancée dans les zones plus calmes.

## Systématique

### Étymologie
Le terme "Bryopsis" est tiré du grec ancien et signifie "qui ressemble aux mousses". Quant à "plumosa", ce terme vient du latin et signifie "qui ressemble à une plume".